# Marpissa pauariensis
Marpissa pauariensis is een spinnensoort uit de familie van de springspinnen (Salticidae).
De wetenschappelijke naam van de soort werd in 2008 gepubliceerd door Bijan Kumar Biswas & Rakhi Roy.